# Ахткарспелен
Ахткарспелен (нід. Achtkarspelen, фриз. Achtkarspelen) — громада в провінції Фрисландія (Нідерланди).

## Історія
Громада була утворена 1851 року.

## Географія
Територія громади займає 103,98 км², з яких 102,23 км² — суша і 1,75 км² — водна поверхня. Станом на 1 січня 2020 року у громаді мешкало 27 836 осіб.

### Села громади
- Аугюстінюсга
- Буленслан
- Бейтенпост — адміністративний центр
- Гаркема
- Геркесклостер-Стробос
- Дрогегам
- Котстертілле
- Сюргейзюм
- Сюргейстервен
- Твейзел
- Твейзелерейде